# Dactylopisthoides
Genre
Synonymes
- Uusitaloia Marusik, Koponen & Danilov, 2001

Dactylopisthoides est un genre d'araignées aranéomorphes de la famille des Linyphiidae.

## Distribution
Les espèces de ce genre sont endémiques de Russie. Elles se rencontrent en Sibérie.

## Liste des espèces
Selon World Spider Catalog (version 24.5, 27/11/2023) :
- Dactylopisthoides hyperboreus Eskov, 1990
- Dactylopisthoides transbaicalicus (Marusik, Koponen & Danilov, 2001)
- Dactylopisthoides wrangelianus (Marusik & Koponen, 2009)

## Systématique et taxinomie
Ce genre a été décrit par Eskov en 1990 dans les Linyphiidae.
Uusitaloia a été placé en synonymie par Tanasevitch et Marusik en 2023.

## Publication originale
- Eskov, 1990 : « On the erigonine spider genera Dactylopisthes Simon, 1884 and Dactylopisthoides gen. nov. (Arachnida, Araneae: Linyphiidae). » Reichenbachia, vol. 28, p. 1-5.